# 因曼 (內布拉斯加州)
因曼（英語：Inman）是位於美國內布拉斯加州霍爾特縣的村。

## 人口
根據2020年美國人口普查的數據，因曼的面積為0.74平方千米，皆為陸地。當地共有人口95人，而人口密度為每平方千米128人。